# Émile Laffon
Émile Laffon (Carcassonne, 20 giugno 1907 – Parigi, 20 agosto 1957) è stato un militare francese, appartenente all'Armée de l'air. Dopo aver combattuto durante la Campagna di Francia venne smobilitato, e nel corso del 1941 entrò nel movimento di resistenza. Nel 1943 andò in Gran Bretagna dove elaborò un piano, insieme al generale Charles de Gaulle, per la costituzione dei Comitati dipartimentali di liberazione e la nomina dei Commissari della Repubblica incaricati di mantenere la legge e l'ordine pubblico nel territorio metropolitano fino al giorno della Liberazione dagli occupanti, rientrando poi in Francia per metterlo in atto. Nel dopoguerra fu Governatore civile della zona di occupazione francese in Germania, con sede a Baden-Baden.

## Biografia
Nacque il 20 giugno 1907 a Carcassonne, nel dipartimento dell'Aude, figlio di un magistrato, e dopo aver compiuto gli studi secondari a Béziers entrò nella clesse preparatoria scientifica del Louis le Grand di Parigi. Ammesso a frequentare l'Ecole des Mines, conseguì la laurea di ingegnere civile. Insignito del brevetto della preparazione militare superiore fu chiamato a prestare servizio militare nell'ottobre 1930, assegnato come sottotenente di complemento al 33º Reggimento d'aviazione di Nancy dove conseguì il titolo di osservatore d'aeroplano.
Congedatosi, fu attirato dalla giurisprudenza, e una volta laureatosi in diritto, iniziò a lavorare come avvocato presso la Corte d'appello di Parigi.
Tra il 1938 e il 1939 fu il primo segretario della Conferenza sul lavoro degli avvocati di Parigi.
Richiamato in servizio attivo con il grado di tenente della riserva nell'agosto 1939 in seguito al precipitare della situazione internazionale, nell'aprile 1940 fu assegnato alla 38e Escadre de bombardement de nuit operante in seno al Groupe de bombardement nº10. Come osservatore d'aeroplano prese parte alla Campagna di Francia ricevendo una citazione, e poi fu smobilitato nel luglio successivo, dopo la firma dell'armistizio del 22 giugno precedente.
Rifiutandosi di esercitare l'attività nella capitale occupata, decise di lasciare l'Ordine degli avvocati di Parigi (Barreau de Paris) e si installò a Nizza, nella zona sud della Francia, posta sotto l'amministrazione del governo di Vichy.
Grazie alla sua amicizia con Pierre Louis-Dreyfus, la cui società finanziava la S.C.E.M.M, un'azienda metallurgica di Saint-Étienne, di cui nel gennaio 1941 assunse l'incarico di Segretario generale, entrò ben presto in contatto con Jean Nocher, del movimento "Franc-Tireur", e partecipò insieme a lui alla redazione di volantini clandestini, e a partire dall'ottobre 1942 iniziò a cooperare strettamente con Pierre Julitte, ufficiale del Bureau central de renseignements et d'action (BCRA) allora in missione in Francia, à cui comunicò notizie sulla produzione aeronautica tedesca. 
Chiamato a Londra attraversò la frontiera con la Spagna il 20 gennaio 1943, insieme a Jacques Maillet e Roland Pré, raggiungendo, via Gibilterra, la Gran Bretagna il 15 marzo. Entrato in servizio nella FAFL fu promosso capitano nel giugno dello stesso anno, ed assegnato agli uffici del Commissariato del Ministero degli interni (Commissariat à l'Intérieur) di Algeri.
Dopo l'arresto di Jean Moulin a Caluire-et-Cuire, fu inviato in missione in territorio metropolitano al fine di ricostituire gli organismi della resistenza. Sotto il nome di copertura di "Lachaud" fu riportato in Francia a bordo di un aereo da ricognizione Westland Lysander il 16 luglio 1943, avendo come primo compito la creazione dei Comitati dipartimentali di liberazione (Comités Départementaux de Libération) e la nomina dei Commissari della Repubblica incaricati di mantenere la legge e l'ordine pubblico fino al giorno della Liberazione dagli occupanti. Ritornò in Gran Bretagna, sempre per via aerea, il 13 settembre, portando a Charles de Gaulle le prime proposte di nomina dei Commissari della repubblica e dei prefetti.
Depositato sul campo d'aviazione clandestino "Orion", nei pressi di Lons-le-Saulnier, il 15 settembre, nel corso della seconda missione clandestina iniziò a costituire la nuova amministrazione francese, operando in stretto contatto con il Conseil national de la Résistance (CNR) e con i funzionari della Délégation générale. Tentò nuovamente di ritornare a Londra, ma il 2 febbraio 1944 il battello sul quale doveva imbarcarsi insieme a Jacques Maillet, Emile Bollaert e Pierre Brossolette, la Jouet des flots, fece naufragio nella baia di Audierne. Sfuggì per un soffio all'arresto il giorno successivo, e rientrato a Parigi sotto il nome di copertura di "Martet", rimase nascosto fino al giorno della liberazione. Nell'aprile 1944 fu nominato delegato incaricato degli Affari civili da Alexandre Parodi, delegato generale. Il 25 agosto, giorno della liberazione della Capitale da parte delle forze alleate, fu subito nominato Segretario generale del Ministero dell'interno assumendo immediatamente le sue funzioni. Smobilitato nel settembre 1945, lasciò il suo incarico all'Ordine degli avvocati per essere nominato dal generale Marie-Pierre Kœnig Governatore civile della zona di occupazione francese in Germania, con sede a Baden-Baden.
Nel 1947 divenne primo presidente delle "Houillères du Nord et du Pas-de-Calais", mentre nel novembre 1952 fu nominato direttore generale della "Société Le Nickel". Amministratore di più di una società, nel 1955 prese parte alla costituzione della "Compagnie française des Minerais d'Uranium", e nel maggio 1957 assunse la presidenza della "Société des Mines de Fer" della Mauritania. Decedette per un aneurisma a Parigi il 20 agosto 1957, venendo sepolto a Cuxac-Cabardès nell'Aude.

### Annotazioni
1. ↑  Suo padre fu il primo presidente della Corte d'appello di Nîmes.
2. ↑  Tra quelle degne di nota la S.I.N., la Kuhlmann e la Rio Tinto.

### Fonti
1. 1 2 3  Rogers 1995, p. 12.
2. 1 2 3  MacDonogh 2009, p. 269.
3. ↑  Andrieu 1984, pp. 141-144.
4. ↑  Andrieu 1984, p. 212.

### Periodici
- Revue de la France Libre, n. 104, Bulletin de liaison de la Société d’entraide des compagnons de la Libération, janvier 1958.